# George Town Sports Club
Ne doit pas être confondu avec Georgetown (Caroline du Sud).
Maillots
Le George Town Sports Club, plus communément appelée le George Town SC, est un club de football caïmanais basé dans la ville de George Town dans les îles Caïmans.

## Palmarès
- Championnat des îles Caïmans (3) :
  - Champion : 1997, 1999 et 2002.
  - Vice-champion : 1998, 2001, 2006, 2009 et 2011.

- Coupe des îles Caïmans (4) :
  - Vainqueur : 1998, 2002, 2010 et 2011.
  - Finaliste : 2004 et 2012.

- Digicel Cup (2) :
  - Vainqueur : 2010 et 2011.
  - Finaliste : 2006, 2008 et 2014.